# Tyrannochthonius erebicus
Tyrannochthonius erebicus är en spindeldjursart som beskrevs av William B. Muchmore 1996. Tyrannochthonius erebicus ingår i släktet Tyrannochthonius och familjen käkklokrypare. Inga underarter finns listade i Catalogue of Life.